# Cenani–Lenz綜合症
Cenani–Lenz綜合症（Cenani–Lenz syndrome、Cenani–Lenz syndactylism），亦稱為CLS型並指綜合症（Cenani-Lenz syndactyly syndrome）是以遺傳學家Asim Cenani和Widukind Lenz的名字來命名的，在1967年首次被報導。Cenani–Lenz綜合症是一種涉及上下兩肢的常染色體隱性先天性畸形綜合症。這意味着引致該綜合症的缺陷基因位於常染色體上，並且需要該缺陷基因的兩個副本（從父母處各繼承一個）才能引致該疾病。患有常染色體隱性遺傳疾病的個體，他們的父母都攜帶着一份缺陷基因，但是通常不會出現任何疾病的跡像或症狀。在2010年，低密度脂蛋白受體相關蛋白4（LRP4）被報導是Cenani–Lenz綜合症的致病基因。

## 症狀
根據Sajid Malik的分類方案，Cenani–Lenz綜合症屬於並指畸形Ⅶ型，患者所有的手指、腳趾會出現嚴重的骨性融合（腕骨、掌骨和指骨會出現不規則的骨性融合），手骨排列紊亂。這是由於橈骨脫位和前臂縮短的緣故，並且涉及到橈骨和尺骨的融合、縮短或退化。此外，患者下肢的趾骨可能有些缺失。除此之外，少部分患者的顱面和腎臟功能可能會受損。

## 臨床表型
Cenani–Lenz綜合症具有兩種彼此差異非常顯著的臨床表型，第一種是勺頭型表型，而第二種則是少指型表型。勺頭型和少指型包含或不包含腎臟畸形。因為參與Wnt/β信號通路的LRP4基因出現純合或複合雜合突變，所以腎臟會畸形。目前已知少指類表型會伴隨着腎功能和聽力損失。因為GREM1基因與FMN1基因發生重組，所以會引致常染色體顯性遺傳。

## 備註
1. ↑  並指畸形Ⅰ型可細分為Weidenreich型、Lueken型、Montagu型和Castilla型。並指畸形Ⅱ型可以歸結為三類，即典型的SPD（A型）、輕微變異的SPD（B型）和罕見表型的SPD（C型）。並指畸形Ⅲ型即Johnston-Kirby型。並指畸形Ⅳ型即Haas型。並指畸形Ⅴ型即Dowd型。並指畸形Ⅵ型即Mitten型。並指畸形Ⅶ型即Cenani-Lenz型。並指趾畸形Ⅷ型即Orel-Holmes型。並指趾畸形Ⅸ型即Malik-Percin型。